# ليلى نزال
ليلى عاهد نزال (1953-) هي باحثة وأستاذة فلسطينية في علم الاجتماع. حصلت ليلى على شهادة البكالوريوس عام 1974، وعلى شهادة الماجستير في علم الاجتماع عام 1976 من جامعة تينيسي، ثم حصلت على شهادة الدكتوراه عام 1986 من جامعة بنسيلفانيا في فيلادلفيا؛ ودرّست في عدة جامعات، من ضمنهم جامعة بيرزيت، وجامعة كاليفورنيا في لوس أنجلوس، وجامعة بريغهام يونغ، وجامعة الخليل في القدس، وجامعة بن غوريون في بئر السبع، وفي مؤسسة التنتور المسكوني للدراسات اللاهوتية، وجامعة أوتا، وجامعة هارفرد؛ كما وعملت زميلة في مؤسسة آسبن للدراسات الإنسانية؛ وعضو مؤسس لـ Association for Personalities & Psychotherapy in Zurich، وأستاذة مرافقة في علم الاجتماع في جامعة القدس، كما ولها عدة مقالات نشرت في عدد من الكتب والدوريات، وألفت مع زوجها نافذ نزال كتاباً بعنوان القاموس التاريخي لفلسطين.